# Шейхульисламов, Акпер-ага Ибрагим оглы
Акпер Ага Ибрагим оглы Шейхульисламов (азерб. Əkbər ağa İbrahim oğlu Şeyxülislamov; 1891, Эривань — 2 марта 1961, Париж, Франция) — азербайджанский государственный и общественно-политический деятель первой половины XX века. Член правительства Азербайджанской Демократической Республики.

## Биография
Акпер Ага Шейхульисламов родился в 1891 году в Эривани. Среднее образование получил в Эриванской гимназии. В 1912 году поступил в Петербургский институт инженеров путей сообщения, окончил институт в 1917 году. В связи с возникшей политической ситуацией после февральской революции 1917 года вернулся на родину. 
В 1918 году был избран членом Закавказского сейма. Был членом социал-демократической группы «Гуммет». Входил в состав делегации Закавказского сейма на мирных переговорах с Турцией в марте 1918 года. Исполнял обязанности заместителя министра внутренних дел Закавказского правительства.
После распада ЗДФР Акпер Ага Шейхульисламов вошёл в состав Национального совета Азербайджана. Принимал участие в подписании декларации, провозгласившей независимость Азербайджанской Демократической Республики 28 мая 1918 года. 
В первом правительственном кабинете АДР занял пост министра земледелия и труда. 
Входил в состав социалистической фракции парламента АДР. 
Был членом делегации Азербайджанской Демократической Республики на Парижской мирной конференции 1919 года. 
После падения АДР остался жить в эмиграции. Вошёл в центральный комитет созданного в 1924 году Азербайджанского национального центра. 
Умер в Париже 2 марта 1961 года. Похоронен на кладбище города Бобиньи, пригорода Парижа.

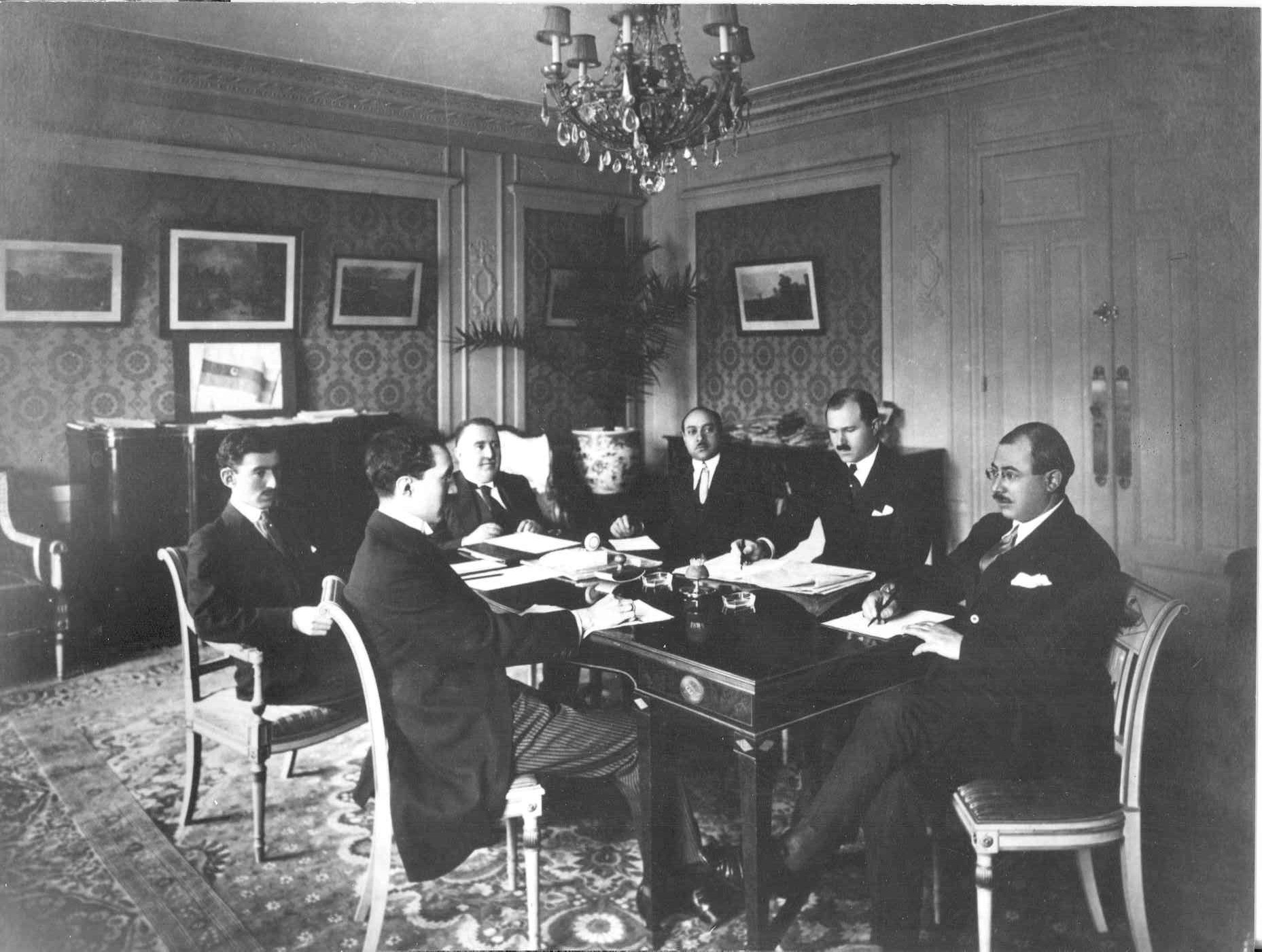
Акпер-ага Шейхульисламов (третий справа) в составе делегации Азербайджанской демократической Республики во время Парижской мирной конференции